# Planowanie zapotrzebowania materiałowego
Planowanie zapotrzebowania materiałowego (ang. material requirements planning (MRP)) – jest to zbiór procesów do wyznaczania zapotrzebowań na zasoby materiałowe (surowce, materiały, komponenty itp.). Miały one za zadanie obliczyć dokładną ilość materiałów i terminarz dostaw w taki sposób, by sprostać ciągle zmieniającemu się popytowi na poszczególne produkty.
Techniki te często wspomagane są odpowiednimi systemami informatycznymi.

## Charakterystyka
Głównym celem jest zmniejszenie nakładów finansowych potrzebnych przez organizację produkcyjną. Jest to osiągane przez optymalizację zapasów oraz samego procesu produkcyjnego.
Do systemu wprowadza się informację o zaplanowanej produkcji, lub wielkość sprzedaży lub przyjętych zamówieniach na wyroby gotowe. Na tej podstawie system planuje produkcję poszczególnych elementów oraz dostawy podzespołów i materiałów. MRP pobiera informacje z trzech źródeł: harmonogramu produkcji, BOM-ów materiałowych (Bill of materials) i stanów zapasowych. Jako wynik działania zwraca szczegółowy plan produkcji dla każdego elementu oraz plan zamówień. Planowanie może być wykonane wprzód lub wstecz (tzn. od zadanego dnia obliczenie, kiedy wymagana produkcja zostanie wykonana lub kiedy trzeba rozpocząć proces aby uzyskać wymaganą produkcję na zadaną datę). System przewiduje czasy produkcyjne, czasy dostaw. W procesie planowania może następować optymalizacja kosztów, czasu wykonania, opłacalności. Do różnych typów produkcji stosuje się inne algorytmy obliczeń.

## Cele MRP
- redukcja zapasów
- dokładne określenie czasów dostaw surowców i półproduktów
- dokładne wyznaczenie kosztów produkcji
- lepsze wykorzystanie posiadanej infrastruktury (magazynów, możliwości wytwórczych)
- szybsze reagowanie na zmiany zachodzące w otoczeniu
- kontrola realizacji poszczególnych etapów produkcji
- ujednolica analizę RCCP (ang. rough-cut capacity planning), wykonaną na etapie MPS (ang. Master Production Scheduling)